# Chablis (vino)
Lo Chablis /ʃaˈbli/ è un vino bianco secco prodotto in Borgogna nel comune di Chablis.

## Origine

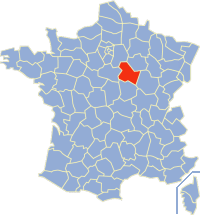
Il dipartimento di Yonne dove é localizzato lo Chablis

La regione di Chablis è il territorio francese a vocazione vinicola più settentrionale della Borgogna. Le vigne intorno alla città di Chablis sono quasi esclusivamente composte da piante del vitigno Chardonnay, che danno un vino bianco secco rinomato per la purezza sia del suo aroma che del suo gusto. Il clima fresco di questa regione produce vini con più acidità e sapori meno fruttati rispetto ai vini Chardonnay prodotti nei climi più caldi. Questi vini hanno spesso una nota di "pietra focaia", a volte descritto come "goût de pierre à fusil" e talvolta una nota definita "d'acciaio".

## Affinamento
Rispetto ai vini bianchi della Borgogna, lo Chablis è in media molto meno influenzato dall'affinamento in botte. Lo Chablis di base è vinificato in botti di acciaio inox, quindi senza periodi di permanenza in recipienti di legno. L'eventuale maturazione in botte, quando viene effettuata, è una scelta stilistica seguita solo da alcuni produttori. Molti vini Premier Cru e Grand Cru maturano per un breve periodo di tempo in botti di rovere, ma in genere sia il tempo trascorso nelle botti che la percentuale di utilizzo di barrique nuove sono piuttosto limitati.

## Classificazione
Il principale marchio di origine francese, lo Chablis Appellation d'Origine Contrôlée, equivalente al nostro DOCG, venne istituito il 13 gennaio 1938, ma la classificazione Petit Chablis non venne definita fino al 5 gennaio 1944. Tutti i vigneti di Chablis sono coperti da quattro denominazioni di origine, con diversi livelli di classificazione, che riflette le differenze del suolo e della pendenza presenti in questa regione settentrionale. In cima alla classifica sono i vigneti, Sept Grand Cru, tutti situati su una singola collina vicino alla città di Chablis. Seguono i vigneti da cui si ottiene lo "Chablis Premiere Cru"( in totale 12 produttori) e poi le zone da cui di ottengono lo "Chablis " e il " Petit Chablis". Questi ultimi due rappresentano l'80% di tutta la produzione.